# Pruski dryl

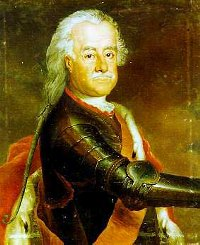
Leopold von Anhalt-Dessau – twórca pruskiego drylu

Pruski dryl – nazwa potoczna odnoszona do metody szkolenia (w tym musztry) żołnierzy, wprowadzonej w latach dwudziestych i trzydziestych XVIII w. w Prusach przez feldmarszałka Leopolda von Anhalt-Dessau.
Polegała ona na bezwzględnym traktowaniu żołnierzy nie wykonujących natychmiast wydanych rozkazów. Przeciwnicy koncepcji (m.in. gen. Kurt Christoph von Schwerin) uważali, że przekształca ona ludzi w automaty do zabijania. Woleli posłuszeństwo żołnierzy budować na przywiązaniu i szacunku do nich jako do istot ludzkich.
Ważnym elementem pruskiego drylu było zgranie żołnierzy z muzyką wojskową i idealny szyk bojowy, który Prusacy potrafili utrzymać nawet przy bardzo silnym ogniu nieprzyjaciela.
Na pruskim drylu wzorowała się od lat czterdziestych XVIII w. armia Piemontu-Sabaudii, a od lat pięćdziesiątych XVIII w. armia brytyjska.